# Comuna Trebușeni, Rahău
Trebușeni (în ucraineană Ділове, Dilove) este o comună în raionul Rahău, regiunea Transcarpatia, Ucraina, formată din satele Hmeliv, Kruhlîi și Trebușeni (reședința).

## Demografie
Componența lingvistică a comunei Trebușeni
     Ucraineană (98,72%)
     Alte limbi (1,11%)
Conform recensământului din 2001, majoritatea populației comunei Trebușeni era vorbitoare de ucraineană (98,72%), existând în minoritate și vorbitori de alte limbi.